# Melrose (jabłoń)
Jabłoń domowa 'Melrose' – odmiana uprawna (kultywar) jabłoni domowej (Malus domestica 'Melrose'), należąca do grupy odmian zimowych. Otrzymana w Stanach Zjednoczonych w 1932 roku jako krzyżówka odmiany Jonathan z Red Delicious przez Freemana S. Howletta w rolniczej stacji doświadczalnej w Woorster w Ohio. Wprowadzona do uprawy w 1944 roku. 
Jabłka Melrose wykorzystywane są zarówno jako produkt, jak i jako półprodukt w przemyśle spożywczym, na przykład do produkcji cydru.

## Morfologia

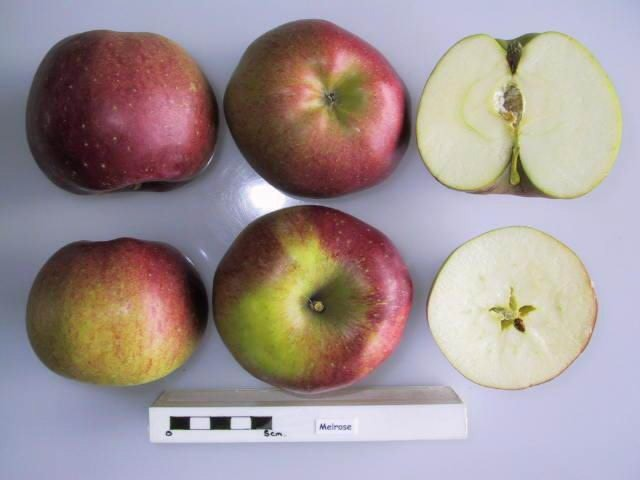
Morfologia owocu odmiany Melrose

PokrójDrzewo rośnie silnie, a na glebach żyznych bardzo silnie. Tworzy koronę wyniosłą, później szeroką, rozłożystą, o kulistym kształcie. Przyrosty są proste i sztywne.
OwocOwoce są średniej wielkości, czasem duże, kuliste lekko stożkowate. Mają wyraźne żebrowanie w części przykielichowej i są dość wyrównane pod względem kształtu. Skórka jest dosyć gruba, gładka, dość twarda, pokryta na ponad połowie powierzchni ciemno-karminowym rumieńcem, czasem o brunatnym odcieniu. Rumieniec jest marmurkowy a drobne prążkowanie widoczne jest na zacienionej stronie owocu. Przetchlinki  są nieliczne lecz duże, wyraźne, żółtawo szare. Szypułka jest dość krótka, często nie wystaje ponad zagłębienie szypułkowe, które może być delikatnie ordzawione.
Nasionaliczne średniej wielkości, czasem małe, jajowate i grube.
Miąższbiałokremowy z zielonkawym odcieniem, zwięzły. W pełni dojrzały jest kruchy i soczysty, lekko aromatyczny i smaczny.

## Rozwój
Wejście w okres owocowania silnie zależy od zastosowanej podkładki. Na podkładkach silnie rosnących wchodzi późno w owocowanie, na ogół w 6–8 roku po posadzeniu. Na podkładkach karłowych owoce mogą być już po trzech latach po posadzeniu. Jest odmianą plonującą regularnie i bardzo obficie na podkładkach słabo rosnących. Kwitnie późno, pod koniec okresu kwitnienia jabłoni, lecz jest dobrym zapylaczem dla wielu odmian. Dobrymi zapylaczami dla Melrose są: Antonówka, Elstar, Granny Smith, James Grieve, Golden Delicious, Cortland, Papierówka, McIntosh i inne.

## Uprawa
Zalecenia agrotechniczneZe względu na silny wzrost powinna być uprawiana na podkładkach karłowych.
Owocowanie i przechowywanieW warunkach polskich dojrzałość zbiorczą osiąga w II dekadzie października, a dojrzałość konsumpcyjną na początku października. Odmiana ma wysoką zdolność przechowalniczą, w zwykłej chłodni można ją przechować do marca, a w chłodni z atmosferą kontrolowaną do lata.

## Zdrowotność
Melrose jest odmianą o średniej wytrzymałości na mróz. Na parcha jabłoni jest średnio odporna, natomiast jest wrażliwa na mączniaka jabłoni. Drzewa są dość odporne na zgorzele kory i leukostomozę. Aby utrzymać dobrą zdrowotność i kondycje drzewa zaleca się ją sadzić na glebach żyznych, ciepłych, piaszczysto-gliniastych. Badania prowadzone nad podatnością 18 odmian jabłoni na uszkodzenia spowodowane żerowaniem wołka kukurydzianego (Sitophilus zeamais Motsch.) wykazały, że odmiana Melrose wraz z Fuji, Granny Smith, Blackjon najeżały do najbardziej podatnych na uszkodzenia przez tego ryjkowca.
Na owocach długo przechowywanych może występować oparzelina powierzchniowa, lecz najpowszechniejszej chorobie fizjologicznej na jabłkach w Polsce – gorzkiej plamistości podskórnej ulegają rzadko.

## Zastosowanie
Odmiana o umiarkowanej popularności w Polsce, lecz zalecana do nasadzeń towarowych. Powinno się ją uprawiać w rejonach o długim okresie wegetacyjnym. Znajduje się w rejestrze Odmian Roślin Uprawnych prowadzonym przez Centralny Ośrodek Badania Odmian Roślin Uprawnych od początku jego istnienia.

## Odmiany pochodne i sporty
Sportami o całkowicie wybarwiających się owocach są:
- 'Melrouge' – otrzymana we Francji[7][6].
- 'Melred' – otrzymana w Stanach Zjednoczonych[6].

Polski hodowca Edward Żurawicz z Instytutu Sadownictwa i Kwiaciarstwa w Skierniewicach wyselekcjonował z krzyżówek odmiany 'Melrose' z odmianą 'Novamac' parchoodporną odmianę 'Melfree' zarejestrowaną do uprawy w 2007 roku. 